# Carl August Sauerländer
Carl August Sauerländer (* 10. Dezember 1806 in Aarau, Kanton Aargau; † 27. Oktober 1868) war ein Schweizer Buchdrucker, Verleger des Verlages Sauerländer und Politiker.

## Leben und Werk
Sauerländer war ein Sohn des Heinrich Remigius Sauerländer und der Maria, geborene Rhyner. Der Unternehmer und Bürgermeister von Basel Johannes Rhyner (1728–1790) war ein Urgrossvater von ihm.

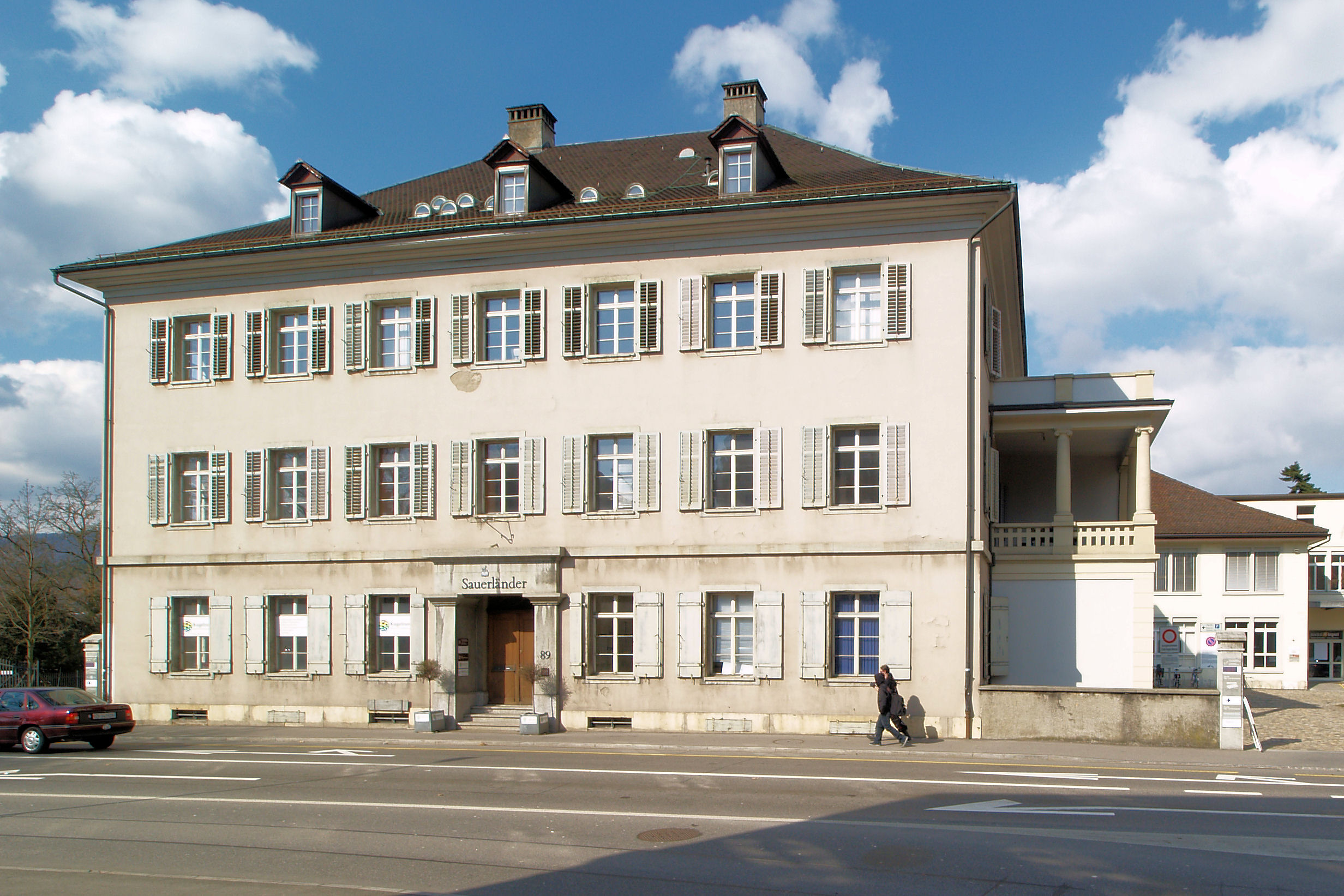
Das Sauerländer-Haus

Sauerländer besuchte die von Philipp Emanuel von Fellenberg gegründete Schule in Hofwil. Als 17-Jähriger studierte er an der Universität Basel und ein Jahr an der Universität Genf. Anschliessend studierte er an der Universität Berlin u. a. bei Georg Wilhelm Friedrich Hegel, Friedrich Schleiermacher, August Boeckh und Friedrich von Raumer.
Da Sauerländers älterer Bruder die väterlichen Geschäfte nicht übernehmen wollte, musste er 1837 zusammen mit seinem jüngeren Bruder Fritz (* 25. Oktober 1808; † 8. März 1858) die Buchdruckerei und das Sortiment weiterführen, ab 1845 auch den Verlag.
Sauerländer war als Politiker im Gemeinderat und im Grossrat tätig. Er interessierte sich besonders für das Schulwesen und war als Schulrat, Kantonsschulrat und als Direktionsmitglied der Höheren Töchterschule tätig. Zudem war er Mitbegründer des Vereins Schweizerischer Verlagsbuchhändler (VSV) – heute der Schweizer Buchhändler- und Verleger-Verband (SBVV) –, den er zeitweise auch präsidierte.
Während des Siebnerkonkordats machte Sauerländer als Quartiermeister die Interventionszüge in die Kantone Basel und Schwyz mit.